# 7th Screen Actors Guild Awards
7th SAG Awards

11. marts 2001
Best Cast - Motion Picture:

Traffic
Best Cast - Drama Series:

The West Wing
Best Cast - Comedy Series:

Will & Grace
7th Screen Actors Guild Awards, blev afholdt den 11. marts 2001, for at ære de bedste skuespillere i 2000.

## Vindere og nominerede

### Film

#### Outstanding Actor
Benicio del Toro – Traffic
- Jamie Bell – Billy Elliot
- Russell Crowe – Gladiator
- Tom Hanks – Cast Away
- Geoffrey Rush – Quills

#### Outstanding Actress
Julia Roberts – Erin Brockovich
- Joan Allen – The Contender
- Juliette Binoche – Chocolat
- Ellen Burstyn – Requiem for a Dream
- Laura Linney – You Can Count on Me

#### Outstanding Supporting Actor
Albert Finney – Erin Brockovich
- Jeff Bridges – The Contender
- Willem Dafoe – Shadow of the Vampire
- Gary Oldman – The Contender
- Joaquin Phoenix – Gladiator

#### Outstanding Supporting Actress
Judi Dench – Chocolat 
- Kate Hudson – Almost Famous
- Frances McDormand – Almost Famous
- Julie Walters – Billy Elliot
- Kate Winslet – Quills

#### Outstanding Cast
Traffic
Benjamin Bratt
James Brolin
Don Cheadle
Erika Christensen
Clifton Collins, Jr.
Benicio del Toro
Michael Douglas
Albert Finney
Topher Grace
Amy Irving
Dennis Quaid
Catherine Zeta-Jones
- Almost Famous
- Billy Elliot
- Chocolat
- Gladiator

### Fjernsyn

#### Outstanding Actor – Drama Series
Martin Sheen – The West Wing
- Tim Daly – The Fugitive
- Anthony Edwards – ER
- Dennis Franz – NYPD Blue
- James Gandolfini – The Sopranos

#### Outstanding Actor – Comedy Series
Robert Downey, Jr. – Ally McBeal 
- Sean Hayes – Will & Grace
- Kelsey Grammer – Frasier
- Peter MacNicol – Ally McBeal
- David Hyde Pierce – Frasier

#### Outstanding Actor – Miniseries or TV Film
Brian Dennehy – Death of a Salesman
- Alec Baldwin – Nuremberg
- Brian Cox – Nuremberg
- Danny Glover – Freedom Song
- John Lithgow – Don Quixote
- James Woods – Dirty Pictures

#### Outstanding Actress – Drama Series
Allison Janney – The West Wing 
- Gillian Anderson – The X Files
- Edie Falco – The Sopranos
- Sally Field – ER
- Lauren Graham – Gilmore Girls
- Sela Ward – Once and Again

#### Outstanding Actress – Comedy Series
Sarah Jessica Parker – Sex and the City
- Calista Flockhart – Ally McBeal
- Jane Kaczmarek – Malcolm in the Middle
- Debra Messing – Will & Grace
- Megan Mullally – Will & Grace

#### Outstanding Actress – Miniseries or TV Film
Vanessa Redgrave – If These Walls Could Talk 2
- Stockard Channing – The Truth About Jane
- Judi Dench – The Last of the Blonde Bombshells
- Sally Field – David Copperfield
- Elizabeth Franz – Death of a Salesman

#### Outstanding Cast – Drama Series
The West Wing 
Dulé Hill
Allison Janney
Moira Kelly
Rob Lowe
Janel Moloney
Richard Schiff
Martin Sheen
John Spencer
Bradley Whitford
- ER
- Law & Order
- The Practice
- The Sopranos

#### Outstanding Cast – Comedy Series
Will & Grace 
Sean Hayes
Eric McCormack
Debra Messing
Shelley Morrison
Megan Mullally
- Ally McBeal
- Frasier
- Friends
- Sex and the City

### Life Achievement Award
Ossie Davis og Ruby Dee